# Clastoptera saintcyri
Clastoptera saintcyri är en insektsart som beskrevs av Léon Abel Provancher 1872. Clastoptera saintcyri ingår i släktet Clastoptera och familjen Clastopteridae. Inga underarter finns listade i Catalogue of Life.